# Liste des participants au Synode des évêques sur les défis pastoraux de la famille dans le contexte de l'évangélisation
Le Synode des évêques sur les défis pastoraux de la famille dans le contexte de l'évangélisation est la IIIe assemblée générale extraordinaire du synode des évêques, qui se déroule au Vatican du 5 au 19 octobre 2014.
Le pape François a nommé trois cardinaux pour présider tour à tour les différents travaux. Ils sont aidés dans leur tâche par un rapporteur général assisté par un secrétaire spécial et un secrétaire général.
Dans la liste des participants, nous trouvons également les primats des églises orientales catholiques (13 personnes), les présidents des conférences épiscopales (114 personnes), les membres de la Curie (25 personnes) et les participants nommés par le pape (26 personnes), 3 représentants des instituts religieux de clercs, ainsi que de nombreux experts.

## Liste des participants
| Portrait | Nom Dates de naissance                   | fonctions | Remarques                                       |
| --- | ---------------------------------------- | --- | ----------------------------------------------- |
| Président du synode des évêques |                                          | |                                                 |
| | François 17 décembre 1936                | Pape |                                                 |
| Secrétaire général du synode des évêques |                                          | |                                                 |
| | Lorenzo Baldisseri 29 septembre 1940     | Cardinal |                                                 |
| Présidents délégués du Synode des évêques |                                          | |                                                 |
| | André Vingt-Trois 7 novembre 1942        | Archevêque de Paris |                                                 |
| | Luis Antonio Tagle 21 juin 1957          | Archevêque de Manille |                                                 |
| | Raymundo Damasceno Assis 15 février 1937 | Archevêque d'Aparecida Président de la Conférence nationale des évêques du Brésil                                                                                       |                                                 |
| Rapporteur général du Synode des évêques |                                          | |                                                 |
| | Péter Erdő 25 juin 1952                  | Archevêque d'Esztergom-Budapest, primat de Hongrie Président de la Conférence catholique des évêques hongrois Président du Conseil des conférences épiscopales d’Europe |                                                 |
| Secrétaire spécial du Synode des évêques |                                          | |                                                 |
| | Bruno Forte 1er août 1949                | Archevêque de Chieti |                                                 |
| Commission pour le message |                                          | |                                                 |
| | Gianfranco Ravasi 18 octobre 1942        | Président des Conseils pontificaux pour la culture, l'archéologie sacrée et le patrimoine culturel de l'Église                                                          | Président de la Commission pour le message      |
| | Víctor Manuel Fernández 10 juillet 1962  | Recteur de l’Université pontificale catholique argentine | Vice-président de la Commission pour le message |
| Primats des Églises orientales catholiques |                                          | |                                                 |
| - Église copte-catholique : S. B. Ibrahim Isaac Sidrak, patriarche d’Alexandrie des coptes (Égypte) - Église grecque-catholique melkite : S. B. Grégoire III Laham, patriarche d’Antioche des melkites (Syrie) - Église syrienne-catholique : S. B. Ignace Joseph III Younan, patriarche d’Antioche des syriens (Liban) - Église maronite : cardinal Bechara Boutros Raï, patriarche d’Antioche des maronites (Liban) - Église chaldéenne : S. B. Louis Raphaël Ier Sako, patriarche de Babylone des chaldéens (Irak) - Église arménienne-catholique : S. B. Nerses Bedros XIX Tarmouni, patriarche de Cilicie des arméniens (Liban) - Église grecque-catholique ukrainienne : S. B. Sviatoslav Schevchuk, archevêque majeur de Kiev et de Galicie des grecs-catholiques (Ukraine) - Église syro-malabare : cardinal George Alencherry, archevêque majeur d’Ernakulam-Angamaly des syro-malabars (Inde) - Église syro-malankare : cardinal Baselios Cleemis Thottunkal, archevêque majeur de Trivandrum des syro-malankars (Inde), président de la Conférence des évêques catholiques d’Inde - Église roumaine : cardinal Lucian Muresan, archevêque majeur de Fagaras et Alba Iulia des roumains (Roumanie) - Église éthiopienne : Berhaneyesus Demerew Souraphiel, archevêque d’Addis-Abeba (Éthiopie), président de la Conférence épiscopale d’Éthiopie et d’Érythrée - Église ruthène : William Charles Skurla, métropolite de Pittsburgh des byzantins (États-Unis) - Église slovaque : Ján Babjak, métropolite de Presov des byzantins (Slovaquie) |                                          | |                                                 |
| Présidents de conférences épiscopales d'Afrique |                                          | |                                                 |
| - Afrique du Nord (Cerna) : Vincent Landel, archevêque de Rabat (Maroc) - Angola et Sao Tomé : Gabriel Mbilingi, archevêque de Lubango, président du Symposium des conférences épiscopales d'Afrique et de Madagascar - Bénin : Eugène Cyrille Houndékon, évêque d’Abomey, vice-président de la conférence épiscopale - Botswana, Afrique du Sud et Swaziland : Stephen Brislin, archevêque du Cap (Afrique du Sud) - Burkina Faso et Niger : Paul Ouédraogo, archevêque de Bobo-Dioulasso (Burkina Faso) - Burundi : Gervais Banshimiyubusa, évêque de Ngozi. - Cameroun : Samuel Kleda, archevêque de Douala - Centrafrique : Dieudonné Nzapalainga, archevêque de Bangui - Congo : Louis Portella Mbuyu, évêque de Kinkala - Congo (Rép. dém.) : Nicolas Djomo Lola, évêque de Tshumbe - Côte d’Ivoire : Alexis Touably Youlo, archevêque d’Agboville - Éthiopie : Berhaneyesus Demerew Souraphiel, archevêque d’Addis-Abeba - Gabon : Mathieu Madega Lebouankehan (de), évêque de Mouila - Gambie et Sierra Leone : Patrick Koroma, évêque de Kenema (Sierra Leone) - Ghana : Joseph Osei-Bonsu, évêque de Konongo-Mampong - Guinée : Emmanuel Félémou, évêque de Kankan - Guinée équatoriale : Juan Matogo Oyana (de), évêque de Bata, vice-président de la conférence épiscopale - Kenya : cardinal John Njue, archevêque de Nairobi - Lésotho : Gerard Tlali Lerotholi, archevêque de Maseru - Liberia : Anthony Fallah Borwah (de), évêque de Gbarnga, vice-président de la conférence épiscopale - Madagascar : Désiré Tsarahazana, archevêque de Toamasina - Malawi : Joseph Mukasa Zuza, évêque de Mzuzu (en) - Mali : Jean-Baptiste Tiama, évêque de Sikasso - Mozambique : Lúcio Andrice Muandula (pt), évêque de Xai-Xai - Namibie : Liborius Ndumbukuti Nashenda, archevêque de Windhoek - Nigeria : {Ignatius Ayau Kaigama, archevêque de Jos - Océan Indien (CEDOI) : Maurice Piat, évêque de Port-Louis (Seychelles) - Ouganda : John Baptist Odama (en), archevêque de Gulu - Rwanda :} Smaragde Mbonyintege, évêque de Kabgayi - Sénégal, Mauritanie, Cap-Vert et Guinée-Bissau : Benjamin Ndiaye, évêque de Kaolack (Sénégal) - Soudan : cardinal Gabriel Zubeir Wako, archevêque de Khartoum - Tanzanie : Tarcisius Ngalalekumtwa, évêque d’Iringa - Tchad : Jean-Claude Bouchard (de), évêque de Pala - Togo : Benoît Comlan Messan Alowonou (de), évêque de Kpalimé - Zambie : Ignatius Chama, archevêque de Kasama - Zimbabwe : Michael Dixon Bhasera, évêque de Masvingo |                                          | |                                                 |
| Présidents de conférences épiscopales d'Amérique |                                          | |                                                 |
| - Antilles : Patrick Christopher Pinder, archevêque de Nassau (Trinité-et-Tobago) - Argentine : José María Arancedo, archevêque de Santa Fe - Bolivie : Oscar Omar Aparicio Céspedes, évêque aux armées - Brésil : cardinal Raymundo Damasceno Assis, archevêque d’Aparecida, président de la Conférence nationale des évêques du Brésil - Canada : Paul-André Durocher, archevêque de Gatineau - Chili : cardinal Ricardo Ezzati Andrello, archevêque de Santiago du Chili - Colombie : Luis Augusto Castro Quiroga, archevêque de Tunja - Costa Rica : Oscar Gerardo Fernández Guillén, évêque de Puntarenas - Cuba : Dionisio Guillermo García Ibáñez, archevêque de Santiago de Cuba - Équateur : Fausto Gabriel Trávez Trávez (es), archevêque de Quito - États-Unis : Joseph Edward Kurtz (en), archevêque de Louisville - Guatemala : Rodolfo Valenzuela Núñez, évêque de Vera Paz - Haïti : cardinal Chibly Langlois, évêque des Cayes - Honduras : cardinal Óscar Andrés Rodríguez Maradiaga, S.D.B., archevêque de Tegucigalpa - Mexique : cardinal Francisco Robles Ortega, archevêque de Guadalajara - Nicaragua : Sócrates René Sándigo Jirón, évêque de Juigalpa - Panama : José Domingo Ulloa (es), archevêque de Panama - Paraguay : Catalino Claudio Giménez Medina, évêque de Caacupé - Pérou : Salvador Piñeiro García-Calderón, archevêque d’Ayacucho - Porto Rico : Roberto Octavio González Nieves, archevêque de San Juan de Puerto Rico - République dominicaine : Gregorio Nicanor Peña Rodríguez (es), évêque d’Higüey - Salvador : José Luis Escobar Alas, archevêque de San Salvador - Uruguay : Rodolfo Pedro Wirz Kraemer, évêque de Maldonado-Punta del Este - Venezuela : Diego R. Padrón Sánchez, archevêque de Cumaná |                                          | |                                                 |
| Présidents de conférences épiscopales d'Asie |                                          | |                                                 |
| - Bangladesh : Patrick D'Rozario, archevêque de Dacca - Birmanie : Felix Lian Khen Thang, évêque de Kalay - Chine : John Hung Shan-Chuan, archevêque de Taïpei - Corée : Peter Kang U-Il, évêque de Cheju - Philippines : Socrates B. Villegas, archevêque de Lingayen-Dagupan - Japon : Peter Takeo Okada, archevêque de Tokyo - Inde : cardinal Oswald Gracias, archevêque de Bombay, président de la Fédération des conférences épiscopales d’Asie - Indonésie : Ignatius Suharyo Hardjoatmodjo, archevêque de Djakarta - Iran : Thomas Meram, archevêque d’Ourmia des chaldéens, vice-président de la conférence épiscopale - Kazakhstan : Tomasz Peta, archevêque à Astana - Laos et Cambodge : Louis-Marie Ling Mangkhanekhoun, vicaire apostolique de Paksé (Laos) - Malaisie, Singapour et Brunei : John Ha Tiong Hock, archevêque de Kuching (Malaisie) - Pays arabes : Fouad Twal, patriarche de Jérusalem des latins - Pakistan : Joseph Coutts, archevêque de Karachi - Sri Lanka : cardinal Albert Malcolm Ranjith, archevêque de Colombo - Thaïlande : Louis Chamniern Santisukniran, archevêque de Thare et Nonseng - Timor oriental : Basilio do Nascimento, évêque de Baucau - Vietnam : Paul Bui Van Doc, archevêque de Saïgon |                                          | |                                                 |
| Présidents de conférences épiscopales d'Europe |                                          | |                                                 |
| - Albanie : Angelo Massafra (it), archevêque de Shkodër-Pult - Allemagne : cardinal Reinhard Marx, archevêque de Munich et Freisning - Angleterre et Pays de Galles : cardinal Vincent Nichols, archevêque de Westminster - Autriche : cardinal Christoph Schönborn, archevêque de Vienne - Belgique : {André Léonard, archevêque de Malines-Bruxelles - Biélorussie : Tadeusz Kondrusiewicz (de), archevêque de Minsk-Moguilev, vice-président de la conférence épiscopale - Bosnie-Herzégovine : Franjo Komarica, évêque de Banja Luka - Bulgarie : Christo Proykov, exarque apostolique de Sofia des byzantins - Conférence Saints-Cyrille-et-Méthode : Zef Gashi (de), archevêque de Bar (en) (Serbie) - Croatie : cardinal Josip Bozanić, archevêque de Zagreb, vice-président de la conférence épiscopale - Écosse: Philip Tartaglia, archevêque de Glasgow - Espagne : Ricardo Blázquez Pérez, archevêque de Valladolid - France : Georges Pontier, archevêque de Marseille - Grèce : Franghískos Papamanólis, évêque de Syros, Milos et Santorin - Hongrie : cardinal Péter Erdő, archevêque d’Esztergom-Budapest, président de la Conférence catholique des évêques hongrois et du Conseil des conférences épiscopales d’Europe - Irlande : Diarmuid Martin, archevêque de Dublin, vice-président de la conférence épiscopale - Italie : cardinal Angelo Bagnasco, archevêque de Gènes - Lettonie : Zbignev Stankevics, archevêque de Riga, vice-président de la conférence épiscopale - Lituanie : Rimantas Norvila (de), évêque de Vilkaviškis, vice-président de la conférence épiscopale - Malte : Mario Grech, évêque de Gozo - Pays-Bas : cardinal Willem Jacobus Eijk, archevêque d’Utrecht - Pologne : Stanisław Gądecki, archevêque de Poznań - Portugal : Manuel José Macário do Nascimento Clemente, patriarche de Lisbonne - République tchèque : Jan Graubner, archevêque d’Olomouc, vice-président de la conférence épiscopale - Roumanie : Ioan Robu (de), archevêque de Bucarest - Russie : Paolo Pezzi, archevêque à Moscou - Scandinavie : Anders Arborelius, évêque de Stockholm (Suède) - Slovaquie : Stanislav Zvolenský, archevêque de Bratislava - Slovénie : Andrej Glavan, évêque de Novo Mesto - Suisse : Markus Büchel, évêque de Saint-Gall - Turquie : Ruggero Franceschini, archevêque de Smyrne - Ukraine : Mieczyslaw Mokrzycki, archevêque de Lviv des latins |                                          | |                                                 |
| Présidents de conférences épiscopales d'Océanie |                                          | |                                                 |
| - Australie : Denis James Hart, archevêque de Melbourne - Nouvelle-Zélande : John Atcherley Dew, archevêque de Wellington, président de la Fédération des conférences épiscopales d’Océanie - Pacifique : Soane Patita Paini Mafi, évêque de Tonga (Îles Fidji) - Papouasie-Nouvelle-Guinée et Îles Salomon : Arnold Orowae, évêque de Wabag (Papouasie-Nouvelle-Guinée) |                                          | |                                                 |
| Élus par l’Union des supérieurs généraux |                                          | |                                                 |
| - Adolfo Nicolás, préposé général de la Compagnie de Jésus (jésuites) - Mauro Jöhri, ministre général de l’Ordre franciscain des frères mineurs capucins - Mario Aldegani (it), supérieur général de la Congrégation de Saint-Joseph |                                          | |                                                 |
| Chefs de dicastère de la Curie romaine |                                          | |                                                 |
| - Cardinal Pietro Parolin, secrétaire d’État - Cardinal Gerhard Ludwig Müller, préfet de la Congrégation pour la doctrine de la foi - Cardinal Leonardo Sandri, préfet de la Congrégation pour les Églises orientales - Cardinal Angelo Amato, préfet de la Congrégation des causes des saints - Cardinal Marc Ouellet, préfet de la Congrégation pour les évêques - Cardinal Fernando Filoni, préfet de la Congrégation pour l’évangélisation des peuples - Cardinal Beniamino Stella, préfet de la Congrégation pour le clergé - Cardinal João Braz de Aviz, préfet de la Congrégation pour les instituts de vie consacrée et les sociétés de vie apostolique - Cardinal Zenon Grocholewski, préfet de la Congrégation pour l’éducation catholique - Cardinal Mauro Piacenza, pénitencier majeur - Cardinal Raymond Burke, préfet du Tribunal suprême de la Signature apostolique - Cardinal Stanislaw Rylko, président du Conseil pontifical pour les laïcs - Cardinal Kurt Koch, président du Conseil pontifical pour la promotion de l’unité des chrétiens - Vincenzo Paglia, président du Conseil pontifical pour la famille - Cardinal Peter Turkson, président du Conseil pontifical Justice et paix - Cardinal Robert Sarah, président du Conseil pontifical Cor Unum - Cardinal Antonio Maria Vegliò, président du Conseil pontifical de la pastorale des migrants et itinérants - Zygmunt Zimowski, président du Conseil pontifical pour la santé - Cardinal Francesco Coccopalmerio, président du Conseil pontifical pour les textes législatifs - Cardinal Jean-Louis Tauran, président du Conseil pontifical pour le dialogue interreligieux - Cardinal Gianfranco Ravasi, président du Conseil pontifical de la culture - Claudio Maria Celli, président du Conseil pontifical des communications sociales - Salvatore Fisichella, président du Conseil pontifical pour la nouvelle évangélisation - Cardinal Domenico Calcagno, président de l’Administration du patrimoine du Siège apostolique - Cardinal Giuseppe Versaldi, président de la Préfecture des affaires économiques du Saint-Siège |                                          | |                                                 |
| Membres du conseil ordinaire du Synode des évêques |                                          | |                                                 |
| - Cardinal Timothy Michael Dolan, archevêque de New York (États-Unis) - Cardinal Péter Erdő, archevêque d’Esztergom-Budapest, président de la Conférence catholique des évêques hongrois et du Conseil des conférences épiscopales d’Europe - Bruno Forte, archevêque de Chieti-Vasto (Italie) - Cardinal Oswald Gracias, archevêque de Bombay, président de la Fédération des conférences épiscopales d’Asie - Cardinal Laurent Monsengwo Pasinya, archevêque de Kinshasa (RD-Congo) - Cardinal Wilfrid Fox Napier, archevêque de Durban (Afrique du Sud) - Cardinal George Pell, préfet du Secrétariat pour l’économie (Vatican) - Cardinal Odilo Pedro Scherer, archevêque de São Paulo (Brésil) - Cardinal Christoph Schönborn, archevêque de Vienne (Autriche) - Sviatoslav Schevchuk, archevêque majeur de Kiev et de Galicie des grecs-catholiques (Ukraine) - {Santiago Jaime Silva Retamales, évêque auxiliaire de Valparaíso (Chili), secrétaire général du Conseil épiscopal latino-américain (Célam) - Cardinal Luis Antonio Tagle, archevêque de Manille (Philippines) - Cardinal Donald William Wuerl, archevêque de Washington (États-Unis) - Cardinal Peter Turkson, président du Conseil pontifical Justice et paix (Vatican) - Salvatore Fisichella, président du Conseil pontifical pour la nouvelle évangélisation |                                          | |                                                 |
| Membres nommés par le pape |                                          | |                                                 |
| - Cardinal Angelo Sodano, doyen du Collège des cardinaux (Vatican) - Cardinal Godfried Danneels, archevêque émérite de Malines-Bruxelles (Belgique) - Cardinal Walter Kasper, président émérite du Conseil pontifical pour l’unité des chrétiens (Vatican) - Cardinal Angelo Scola, archevêque de Milan (Italie) - Cardinal Carlo Caffarra, archevêque de Bologne (Italie) - Cardinal Lluís Martínez Sistach, archevêque de Barcelone (Espagne) - Cardinal André Vingt-Trois, archevêque de Paris (France) - Cardinal John Tong Hon, évêque de Hong Kong (Chine) - Cardinal Orani João Tempesta, archevêque de Rio de Janeiro (Brésil) - Cardinal Andrew Yeom Soo jung, archevêque de Séoul (Corée) - Cardinal Philippe Nakellentuba Ouédraogo, archevêque de Ouagadougou (Burkina Faso) - Cardinal Fernando Sebastián Aguilar, C.M.F., archevêque émérite de Pampelune (Espagne) - Cardinal Elio Sgreccia, président de l’Académie pontificale pour la vie (Italie) - Cardinal Giuseppe Bertello, président du Gouvernorat de la Cité du Vatican - Giovanni Tonucci, archevêque de Lorette (Italie) - Edoardo Menichelli, archevêque d’Ancône (Italie) - Carlos Aguiar Retes, archevêque de Tlalnepantla (Mexique), président du Conseil épiscopal latino-américain (Célam) - Anil Joseph Thomas Couto, archevêque de Delhi (Inde) - Víctor Manuel Fernández, recteur de l’Université pontificale catholique argentine - Alonso Gerardo Garza Treviño, évêque de Piedras Negras (Mexique) - Edgard Amine Madi, évêque de São Paulo des maronites (Brésil) - Enrico Solmi (it), évêque de Parme, président de la commission pour la vie et la famille de la Conférence épiscopale italienne - Pio Vito Pinto, doyen du tribunal de la Rote romaine (Vatican) - François-Xavier Dumortier, recteur de l’Université pontificale Grégorienne de Rome - Antonio Spadaro, directeur de la revue La Civiltà Cattolica (Italie) - Manuel Jesús Arroba Conde, professeur de droit canonique à l’Université pontificale du Latran |                                          | |                                                 |
| Sous-secrétaire du Synode des évêques |                                          | |                                                 |
| - Fabio Fabene (it) (Vatican) |                                          | |                                                 |
| Collaborateurs du secrétaire spécial |                                          | |                                                 |
| - Tony Anatrella, psychanalyste, spécialiste en psychiatrie sociale, consulteur du Conseil pontifical pour la famille et du Conseil pontifical pour la santé (France) - Gérard Berliet, professeur d’Écriture sainte au séminaire provincial de Lyon, responsable de la pastorale des divorcés-remariés du diocèse de Dijon (France) - Bruno Esposito, professeur de droit canonique à l’Université pontificale Saint-Thomas-d’Aquin (Italie) - Alfonso Fernández Benito, professeur de théologie morale et de sacrement du mariage à l’Institut supérieur d’études théologiques San Ildefonso, directeur de l’Institut de sciences religieuses Santa Maria de Tolède (Espagne) - Arul Raj Gali, directeur national de Holy Cross Family Ministries in India (Inde) - Jeffrey Goh, professeur de théologie systématique au séminaire archidiocésain de Kuching et juge eu tribunal ecclésiastique de Kuching (Malaisie) - Maurizio Gronchi, professeur de théologie dogmatique à l’Université pontificale Urbanienne, consulteur à la Congrégation pour la doctrine de la foi (Italie) - Rodrigo Guerra López, directeur général du Centre de recherche sociale avancée (Mexique) - Jocelyne Khoueiry, membre de la commission épiscopale pour la famille et la vie de l’Assemblée des patriarches et évêques catholiques du Liban - Helen Kyung Soo Kwon, membre du comité exécutif de la Helen Kim Scholarship Foundation de l’Ewha Womans University (Corée) - Sabatino Majorano, professeur de théologie morale systématique à l’Académie alphonsienne (Italie) - Christopher Laurence Meney, directeur du centre pour la vie, le mariage et la famille du diocèse de Sydney - Giuseppina De Simone in Miano, professeur de philosophie à la Faculté de théologie d’Italie méridionale de Naples, et Francesco Miano, professeur de philosophie morale à l’Université de Tor Vergata de Rome, ancien président de l’Action catholique italienne. - Carmen Peña García, spécialistes des causes matrimoniales, professeur à la faculté de droit canonique de l’Université pontificale de Comillas, défenseur du lien et promoteur de justice au tribunal métropolitain de Madrid (Espagne) - George Henri Ruyssen, professeur à la faculté de droit canonique oriental de l’Institut pontifical oriental de Rome (Belgique) |                                          | |                                                 |
| Auditeurs et auditrices |                                          | |                                                 |
| - Arturo et Hermelinda As Zamberline, responsable des Équipes Notre-Dame au Brésil - Riyadh Albeer Naoom Azzo et Sanaa Namir Ibrahim Habib, témoins de vie familiale chrétienne en milieu musulman (Irak) - León Botolo et Marie Valentine Kisanga Sosawe, fondateurs de la Communauté Famille chrétienne (RD-Congo) - Zelmira María Bottini de Rey, directrice de l’Institut Couple et famille de l’Université pontificale catholique argentine, présidente du Réseau latino-américain des Instituts de la famille des universités catholiques (Argentine) - George Campos, directeur de Couples for Chirst, et Cynthia Campos, membre de Couples for Chirst (Philippines) - Inácio Amândio Chaúque, formateur de jeunes couples (Mozambique) - Joan Clements, directeur du comité directeur de la World Organisation Ovulation Method Billings (WOOMB) (Australie) - Stephen et Sandra Conway, responsables régionaux pour l’Afrique de Retrouvailles (Afrique du Sud) - Ute Eberl, responsable de la pastorale familiale à Berlin (Allemagne) - Pilar Escudero de Jensen, membre du vicariat général de la pastorale du diocèse de Santiago du Chili, membre du Conseil pontifical pour les laïcs, et Luis Jensen Acuña, membre du Centre de bioéthique de l’Université pontificale catholique du Chili, président de la Fundación Médico Cultural Porta Vitae (membres de l’Institut de la Famille de Schoenstatt) (Chili) - Jean Dieudonné Gatsinga et Emerthe Gatsinga Tumuhayimpundu, responsable des jeunes familles du mouvement des Focolari au pour le Rwanda, le Burundi, le Kenya et l’Ouganda (Rwanda) - Jeffrey Heinzen, directeur du Natural Family Planning du diocèse de La Crosse, et - Alice Heinzen, membre du conseil de surveillance du Natural Family Planning Advisory Board de la conférence épiscopale (États-Unis) - Ilva Myriam Hoyos Castañeda, procureur délégué pour la défense des droits de l’enfant, de l’adolescent et de la famille (Colombie) - Sélim et Rita Khoury, responsable du bureau de la pastorale familiale de la curie patriarcale d’Antioche des maronites (Liban) - María Lacalle Noriega, directrice du Centre d’études de la famille de l’Institut d’enquêtes économiques et sociales Francisco de Vitoria et secrétaire générale de la Société espagnole de bioéthique et de biojuridique (Espagne) - Cajetan Menezes, directeur de l’Apostolat pour la famille à Bombay (Inde) - Giuseppe Petracca Ciavarella et Lucia Miglionico in Petracca Ciavarella, médecins, membre de la consultation nationale de la pastorale familiale (Italie) - Sœur Margaret Muldoon, supérieure générale des Sœurs de la Sainte-Famille de Bordeaux (Irlande) - Francisco Padilla, responsable de Couples for Christ Foundation for family and life (Philippines) - Algirdas Petronis, vice-présidente de la fédération internationale des familles catholiques, directeur du centre pour la famille du diocèse de Vilnius (Lituanie) - Romano et Mavis Pirola, directeurs de l’Australian Catholic Marriage and Family Council (Australie) - Olivier et Xristilla Roussy, responsables d’Amour et Vérité (France) - Steve et Claudia Schultz, membres de l’International Catholic Engaged Encounter (États-Unis) - Michèle Taupin, présidente du mouvement Espérance et Vie (France) - Jeannette Touré, présidente nationale de l’Association des femmes catholiques en Côte d’Ivoire |                                          | |                                                 |
| Délégués fraternels |                                          | |                                                 |
| - Patriarcat œcuménique : le métropolite Athénagoras de Belgique - Patriarcat de Moscou : le métropolite Hilarion, président du département des relations extérieures du Patriarcat de Moscou (Russie) - Église copte orthodoxe : le métropolite Bishoy de Damiette (Égypte) - Patriarcat syrien orthodoxe : Mar Yostinos, archevêque de Zhale et Bekau (Liban) - Communion anglicane : Paul Butler, évêque de Durham (Grande-Bretagne) - Fédération luthérienne mondiale : pasteur Ndanganeni Petrus Phaswaha, évêque-président de l’Église évangélique luthérienne en Afrique du Sud - Communion mondiale d'Églises réformées : pasteur Benebo Fubara-Manuel, président de la Communion des Églises réformées au Nigeria - Alliance baptiste mondiale : Valérie Duval-Poujol, professeur d’exégèse biblique à l’Institut catholique de Paris |                                          | |                                                 |